# MG132
MG132 — сильный специфичный обратимый пептидный ингибитор протеасомы (KI 4 nM). Способен проникать в клетку через клеточную мембрану, поэтому является одним из наиболее используемых ингибиторов протеосомы в экспериментах на клеточной культуре.
Уменьшает деградацию убиквитин-сопряженных белков в клетках млекопитающих и ингибирует протеасому дрожжей, не затрагивая её АТФазную и изопептидазную активность. MG132 активирует с-Jun N-концевой киназы (JNK1), которая инициирует апоптоз. Блокирует активацию NFkB за счёт ингибирования деградации IkB.
Увеличивает выживаемость мезенхимальных стволовых клеток после их трансплантации. Предотвращает расщепление β-секретазы.
Также MG132 может останавливать клеточный цикл в S, G2-M или в неспецифических фазах цикла в зависимости от дозы. Вероятно, это связано с тем что, в клетках, обработанных MG132 повышается количество активных форм кислорода и истощаются запасы эндогенного глютатиона.